# Parkline
Parkline – jednostka osadnicza w Stanach Zjednoczonych, w stanie Idaho, w hrabstwie Benewah.